# Kort division
Kort division är en didaktisk benämning på en divisionsalgoritm med mer kortfattad uppställning än Liggande stolen (eller "trappan" eller "lång division"). Metoden är främst lämpad för division med ensiffriga tal.
Numera används vanligen kort division i den svenska skolundervisningen, medan uppställningar som liggande stolen eller trappan ofta inte lärs ut alls trots att den kan vara lättare med två siffror i nämnaren.

## Exempel
Kvoten {\displaystyle {\frac {264}{2}}=132} kan beräknas genom att dividera en siffra i taget med 2.
För att beräkna {\displaystyle {\frac {234}{2}}=117} är det nödvändigt att hålla en minnessiffra i tiotalsposition i huvudet:
 2/2=1; 3/2=1 och 10 i minne; (10+4)/2=7.